# Eulasia nitidicollis
Eulasia nitidicollis is een keversoort uit de familie Glaphyridae. De wetenschappelijke naam van de soort is voor het eerst geldig gepubliceerd in 1862 door Reiche.